# 南洋假鳞毛蕨
南洋假鳞毛蕨（学名：Deparia subfluvialis），又名波氏蹄盖蕨，为蹄盖蕨科假鳞毛蕨属下的一个种。

## 扩展阅读
- 維基物種上的相關：南洋假鳞毛蕨